# Propachytomoides spilopterion
Propachytomoides spilopterion är en stekelart som först beskrevs av Cameron 1912.  Propachytomoides spilopterion ingår i släktet Propachytomoides och familjen gallglanssteklar. Inga underarter finns listade i Catalogue of Life.